# Persone di nome Christian
| Questa pagina contiene informazioni ricavate automaticamente dalle voci biografiche con l'ausilio del template Bio e di un bot. L'aggiornamento è periodico e automatico e ricostruisce completamente la pagina. Se manca una persona in questa lista, sei pregato di non aggiungerla, ma accertati piuttosto che la sua voce biografica contenga il template Bio e che i dati anagrafici siano correttamente compilati. Se il template Bio manca, inseriscilo tu stesso o, in alternativa, metti l'avviso {{tmp\|Bio}} che ne segnala la mancanza. Se i dati riportati sono sbagliati, correggi direttamente la voce biografica; le modifiche saranno visibili in questa lista entro pochi giorni. Per chiarimenti vedi il progetto antroponimi. La lista contiene solo le 929 persone che sono citate nell'enciclopedia e per le quali è stato implementato correttamente il template Bio. Pagina aggiornata al 16 ott 2024. |

Questa è una lista di persone presenti nell'enciclopedia che hanno il prenome Christian, suddivise per attività principale.

## Agronomi(1)
- Christian Eduard Langethal, agronomo e botanico tedesco (Erfurt, n. 1806 - Jena, † 1878)

## Alchimisti(1)
- Christian Adolf Balduin, alchimista tedesco (Döbeln, n. 1632 - Großenhain, † 1682)

## Allenatori di calcio(43)
- Christian Amoroso, allenatore di calcio e ex calciatore italiano (Cascina, n. 1976)
- Christian Backs, allenatore di calcio e ex calciatore tedesco orientale (n. 1962)
- Christian Benbennek, allenatore di calcio tedesco (Soltau, n. 1972)
- Christian Bracconi, allenatore di calcio e ex calciatore francese (Costantina, n. 1960)
- Christian Brand, allenatore di calcio e ex calciatore tedesco (Quakenbrück, n. 1972)
- Christian Cesaretti, allenatore di calcio e ex calciatore italiano (Lucca, n. 1987)
- Christian Chukwu, allenatore di calcio e ex calciatore nigeriano (n. 1954)
- Christian Cimarelli, allenatore di calcio e ex calciatore italiano (Firenze, n. 1975)
- Christian Coste, allenatore di calcio e ex calciatore francese (Saint-Christol-lès-Alès, n. 1949)
- Christian Damiano, allenatore di calcio e ex calciatore francese (Antibes, n. 1950)
- Christian Dorda, allenatore di calcio e ex calciatore tedesco (Mönchengladbach, n. 1988)
- Christian Eichner, allenatore di calcio e ex calciatore tedesco (Sinsheim, n. 1982)
- Christian Fiedler, allenatore di calcio e ex calciatore tedesco (Berlino, n. 1975)
- Christian Fuchs, allenatore di calcio e ex calciatore austriaco (Neunkirchen, n. 1986)
- Christian Giménez, allenatore di calcio e ex calciatore argentino (Resistencia, n. 1981)
- Christian Gratzei, allenatore di calcio e ex calciatore austriaco (Leoben, n. 1981)
- Christian Gross, allenatore di calcio e ex calciatore svizzero (Hinwil, n. 1954)
- Christian Ilzer, allenatore di calcio austriaco (Puch bei Weiz, n. 1977)
- Christian Johnsen, allenatore di calcio e ex calciatore norvegese (n. 1977)
- Christian Järdler, allenatore di calcio e ex calciatore svedese (Ängelholm, n. 1982)
- Christian Keglevits, allenatore di calcio e ex calciatore austriaco (Weiden bei Rechnitz, n. 1961)
- Christian Lantignotti, allenatore di calcio e ex calciatore italiano (Milano, n. 1970)
- Christian Lattanzio, allenatore di calcio italiano (Roma, n. 1971)
- Christian Lønstrup, allenatore di calcio e ex calciatore danese (Copenaghen, n. 1971)
- Christian Lopez, allenatore di calcio e ex calciatore francese (ʿAyn Temūshent, n. 1953)
- Christian Mayrleb, allenatore di calcio e ex calciatore austriaco (Wels, n. 1972)
- Christian Magnus Michelsen, allenatore di calcio, dirigente sportivo e ex calciatore norvegese (Kristiansund, n. 1976)
- Christian Nielsen, allenatore di calcio e dirigente sportivo danese (n. 1974)
- Christian Panucci, allenatore di calcio e ex calciatore italiano (Savona, n. 1973)
- Christian Peintinger, allenatore di calcio e ex calciatore austriaco (Leoben, n. 1967)
- Christian Piot, allenatore di calcio e ex calciatore belga (Ougrée, n. 1947)
- Christian Poulsen, allenatore di calcio e ex calciatore danese (Asnæs, n. 1980)
- Christian Rahn, allenatore di calcio e ex calciatore tedesco (Amburgo, n. 1979)
- Christian Sarramagna, allenatore di calcio e ex calciatore francese (Bayonne, n. 1951)
- Christian Streich, allenatore di calcio e ex calciatore tedesco (Weil am Rhein, n. 1965)
- Christian Stumpf, allenatore di calcio e ex calciatore austriaco (Linz, n. 1966)
- Christian Terlizzi, allenatore di calcio e ex calciatore italiano (Roma, n. 1979)
- Christian Terni, allenatore di calcio e ex calciatore italiano (Cernusco sul Naviglio, n. 1972)
- Christian Tiffert, allenatore di calcio e ex calciatore tedesco (Halle an der Saale, n. 1982)
- Christian Titz, allenatore di calcio e ex calciatore tedesco (Mannheim, n. 1971)
- Christian Vander, allenatore di calcio e ex calciatore tedesco (Willich, n. 1980)
- Christian Wörns, allenatore di calcio, dirigente sportivo e ex calciatore tedesco (Mannheim, n. 1972)
- Christian Ziege, allenatore di calcio, dirigente sportivo e ex calciatore tedesco (Berlino, n. 1972)

## Allenatori di hockey su ghiaccio(3)
- Christian Dubé, allenatore di hockey su ghiaccio, dirigente sportivo e ex hockeista su ghiaccio canadese (Sherbrooke, n. 1977)
- Christian Menardi, allenatore di hockey su ghiaccio e ex hockeista su ghiaccio italiano (Sacile, n. 1983)
- Christian Pouget, allenatore di hockey su ghiaccio e ex hockeista su ghiaccio francese (Gap, n. 1966)

## Allenatori di pallacanestro(2)
- Christian Dalmau, allenatore di pallacanestro e ex cestista portoricano (Arecibo, n. 1975)
- Christian Monschau, allenatore di pallacanestro e ex cestista francese (Mulhouse, n. 1958)

## Allenatori di pallanuoto(1)
- Christian Presciutti, allenatore di pallanuoto e ex pallanuotista italiano (Venezia, n. 1982)

## Allenatori di sci alpino(1)
- Christian Wanninger, allenatore di sci alpino e ex sciatore alpino tedesco (Ingolstadt, n. 1981)

## Allenatori di tennis(1)
- Christian Ruud, allenatore di tennis e ex tennista norvegese (Oslo, n. 1972)

## Alpinisti(2)
- Christian Almer, alpinista svizzero (Grindelwald, n. 1826 - Grindelwald, † 1898)
- Christian Kuntner, alpinista italiano (Prato allo Stelvio, n. 1962 - Annapurna I, † 2005)

## Altisti(1)
- Christian Falocchi, altista italiano (Lovere, n. 1997)

## Anatomisti(1)
- Christian Joseph Berres, anatomista austriaco (Hodonín, n. 1796 - Vienna, † 1844)

## Arbitri di calcio(3)
- Christian Brighi, ex arbitro di calcio italiano (Cesena, n. 1973)
- Christian Dingert, arbitro di calcio tedesco (Thallichtenberg, n. 1980)
- Ludvig Kornerup, arbitro di calcio e allenatore di calcio danese (Frederiksberg, n. 1871 - Bromma, † 1946)

## Archeologi(1)
- Christian Jürgensen Thomsen, archeologo danese (Copenaghen, n. 1788 - † 1865)

## Architetti(8)
- Christian Döring, architetto tedesco (Lipsia, n. 1677 - Lipsia, † 1750)
- Christian Friedrich Exner, architetto tedesco (Lampertswalde, n. 1718 - Dresda, † 1798)
- Christian Heinrich Grosch, architetto norvegese (Copenaghen, n. 1801 - Christiania, † 1865)
- Christian Frederik Hansen, architetto danese (Copenaghen, n. 1756 - Copenaghen, † 1845)
- C. F. Møller, architetto danese (Skanderborg, n. 1898 - Aarhus, † 1988)
- Christian Norberg-Schulz, architetto norvegese (Oslo, n. 1926 - Oslo, † 2000)
- Christian de Portzamparc, architetto e urbanista francese (Casablanca, n. 1944)
- Christian Zais, architetto e urbanista tedesco (Stoccarda, n. 1770 - Wiesbaden, † 1820)

## Archivisti(1)
- Christian Dolfen, archivista tedesco (Colonia, n. 1877 - Osnabrück, † 1961)

## Arcivescovi cattolici(3)
- Christian Delarbre, arcivescovo cattolico francese (Châlons-en-Champagne, n. 1964)
- Christian Lépine, arcivescovo cattolico canadese (Montréal, n. 1951)
- Cristiano Augusto di Sassonia-Zeitz, arcivescovo cattolico e cardinale tedesco (Zeitz, n. 1666 - Ratisbona, † 1725)

## Arrampicatori(2)
- Christian Bindhammer, arrampicatore tedesco (Landshut, n. 1976)
- Christian Core, arrampicatore italiano (Savona, n. 1974)

## Artigiani(1)
- Christian Boyling, artigiano tedesco

## Artisti(7)
- Christian Boltanski, artista, fotografo e regista francese (Parigi, n. 1944 - Parigi, † 2021)
- C215, artista francese (Bondy, n. 1973)
- Christian Cassar, artista italiano (Bolzano, n. 1952)
- Christian Danley, artista, animatore e doppiatore statunitense
- Christian Hanussek, artista, critico d'arte e africanista tedesco (Frankfurt am Main, n. 1953)
- Christian Cay Lorenz Hirschfeld, artista tedesco (Kirchnüchel, n. 1742 - Kiel, † 1792)
- Christian Marclay, artista e compositore statunitense (San Rafael, n. 1955)

## Artisti marziali misti(1)
- Chris Leben, artista marziale misto statunitense (Portland, n. 1980)

## Astronomi(8)
- Christian Buil, astronomo francese
- Christian Thomas Elvey, astronomo e geofisico statunitense (Phoenix, n. 1889 - Tucson, † 1970)
- Christian B. Luginbuhl, astronomo statunitense (n. 1955)
- Christian Mayer, astronomo e gesuita ceco (Modřice, n. 1719 - † 1783)
- Christian Pedersen Horrebow, astronomo danese (n. 1718 - † 1776)
- Christian Heinrich Friedrich Peters, astronomo tedesco (Coldenbiittel, n. 1813 - Clinton, † 1890)
- Christian August Friedrich Peters, astronomo tedesco (Amburgo, n. 1806 - Kiel, † 1880)
- Christian Pollas, astronomo francese (n. 1947)

## Atleti paralimpici(1)
- Christian Bernardi, atleta paralimpico sammarinese (Città di San Marino, n. 1970)

## Attori(47)
- Christian Bale, attore britannico (Haverfordwest, n. 1974)
- Christian Berkel, attore tedesco (Berlino, n. 1957)
- Christian Borle, attore e cantante statunitense (Pittsburgh, n. 1973)
- Christian Borromeo, attore italiano
- Christian Brando, attore e criminale statunitense (Los Angeles, n. 1958 - Los Angeles, † 2008)
- Christian Bujeau, attore, regista teatrale e insegnante francese (Charron, n. 1944)
- Christian Byers, attore australiano (Sydney, n. 1993)
- Christian Camargo, attore statunitense (New York City, n. 1971)
- Christian Campbell, attore e fotografo canadese (Toronto, n. 1972)
- Christian Clavier, attore, sceneggiatore e produttore cinematografico francese (Parigi, n. 1952)
- Christian Clemenson, attore statunitense (Humboldt, n. 1959)
- Christian Convery, attore canadese (Los Angeles, n. 2009)
- Christian Cooke, attore britannico (Leeds, n. 1987)
- Christian Copelin, attore statunitense (California, n. 1990)
- Christian Coulson, attore inglese (Manchester, n. 1978)
- Christian De Sica, attore, comico e cantante italiano (Roma, n. 1951)
- Buddy Ebsen, attore e ballerino statunitense (Belleville, n. 1908 - Torrance, † 2003)
- Christian Erickson, attore e doppiatore statunitense (Stati Uniti d'America)
- Christian Fassetta, attore e doppiatore italiano (Milano, n. 1967)
- Christian Frémont, attore e artista francese (Senegal, n. 1949)
- Christian Friedel, attore e cantante tedesco (Magdeburgo, n. 1979)
- Christian Ginepro, attore, scrittore e regista italiano (Pesaro, n. 1973)
- Christian Maria Goebel, attore tedesco (Bochum, n. 1959)
- Christian Hoff, attore statunitense (San Francisco, n. 1968)
- Christian Howard, attore, modello e artista marziale britannico (Sunderland, n. 1984)
- Christian Isaiah, attore statunitense (Virginia Beach, n. 2007)
- Christian Kane, attore e cantautore statunitense (Dallas, n. 1972)
- Christian Koerner, attore tedesco (Tubinga, n. 1966)
- Christian Laurin, attore canadese (Montréal, n. 1964)
- Christian LeBlanc, attore statunitense (Fort Bragg, n. 1958)
- Christian Madsen, attore statunitense (Los Angeles, n. 1990)
- Christian Marin, attore francese (Lione, n. 1929 - Parigi, † 2012)
- Christian Marquand, attore e regista francese (Marsiglia, n. 1927 - Ivry-sur-Seine, † 2000)
- Christian McKay, attore britannico (Bury, n. 1973)
- Christian Navarro, attore statunitense (New York, n. 1991)
- Christian Oliver, attore e modello tedesco (Celle, n. 1972 - Bequia, † 2024)
- Christian Pikes, attore statunitense
- Christian Potenza, attore e doppiatore canadese (Ottawa, n. 1972)
- Christian Quadflieg, attore, doppiatore e regista tedesco (Växjö, n. 1945 - Amburgo, † 2023)
- Christian Rauth, attore, regista e drammaturgo francese (Parigi, n. 1950)
- Christian Roberto, attore e ballerino italiano (Messina, n. 2001)
- Christian Rub, attore austriaco (Graz, n. 1886 - Santa Barbara, † 1956)
- Christian Slater, attore statunitense (New York, n. 1969)
- Christian Stelluti, attore e ballerino italiano (Desio, n. 1976)
- Christian Stolte, attore statunitense (Saint Louis, n. 1962)
- Christian Vadim, attore francese (Parigi, n. 1963)
- Christian Wolff, attore e doppiatore tedesco (Berlino, n. 1938)

## Attori pornografici(2)
- Steve Holmes, attore pornografico rumeno (Sibiu, n. 1961)
- Christian XXX, attore pornografico statunitense (Burlington, n. 1974)

## Attori teatrali(1)
- Christian Di Domenico, attore teatrale italiano (Monza, n. 1969)

## Attrici(2)
- Christian Bach, attrice e ballerina argentina (Buenos Aires, n. 1959 - Los Angeles, † 2019)
- Christian Serratos, attrice e modella statunitense (Pasadena, n. 1990)

## Autori di giochi(1)
- Christian T. Petersen, autore di giochi statunitense

## Autori di videogiochi(1)
- Christian Cantamessa, autore di videogiochi, scrittore e regista italiano (Savona, n. 1976)

## Aviatori(1)
- Christian Marty, aviatore e sportivo francese (Parigi, n. 1946 - Gonesse, † 2000)

## Avvocati(3)
- Christian Flechtenmacher, avvocato e docente rumeno (Brașov, n. 1785 - Iași, † 1843)
- Christian Fredrik Michelet, avvocato e politico norvegese (Oslo, n. 1863 - † 1927)
- Christian Wulff, avvocato e politico tedesco (Osnabrück, n. 1959)

## Banchieri(1)
- Christian Heigelin, banchiere e diplomatico tedesco (Stoccarda, n. 1744 - Napoli, † 1820)

## Baritoni(2)
- Christian Gerhaher, baritono tedesco (Straubing, n. 1969)
- Christian du Plessis, baritono sudafricano (Vryheid, n. 1944)

## Bassisti(1)
- Christian Olde Wolbers, bassista belga (Anversa, n. 1972)

## Batteristi(3)
- Christian Eigner, batterista austriaco (Vienna, n. 1971)
- Christian Meyer, batterista italiano (Milano, n. 1963)
- Christian Vander, batterista francese (Nogent-sur-Marne, n. 1948)

## Biatleti(4)
- Christian De Lorenzi, biatleta italiano (Sondalo, n. 1981)
- Christian Dumont, biatleta francese (Fourcatier-et-Maison-Neuve, n. 1963 - † 2021)
- Christian Gow, ex biatleta canadese (Calgary, n. 1993)
- Christian Martinelli, biatleta italiano (Sondalo, n. 1983)

## Bibliotecari(2)
- Christian Joseph Jagemann, bibliotecario tedesco (Dingelstädt, n. 1735 - Weimar, † 1804)
- Christian Gottlieb Jöcher, bibliotecario e lessicografo tedesco (Lipsia, n. 1694 - Lipsia, † 1758)

## Biochimici(2)
- Christian Anfinsen, biochimico statunitense (Monessen, n. 1916 - Randallstown, † 1995)
- Christian de Duve, biochimico belga (Thames Ditton, n. 1917 - Grez-Doiceau, † 2013)

## Biologi(1)
- Victor Hensen, biologo tedesco (Schleswig, n. 1835 - Kiel, † 1924)

## Bobbisti(6)
- Christian Friedrich, bobbista tedesco (Siegen, n. 1981)
- Christian Mark, ex bobbista, ex skeletonista e ex velocista austriaco (Innsbruck, n. 1962)
- Christian Poser, bobbista tedesco (Cottbus, n. 1986)
- Christian Rasp, bobbista e ex velocista tedesco (Ochsenfurt, n. 1989)
- Christian Reich, bobbista svizzero (Aarau, n. 1967)
- Christian Röder, bobbista tedesco (n. 1997)

## Botanici(15)
- Christian Friedrich Ecklon, botanico e farmacista danese (Aabenraa, n. 1795 - Città del Capo, † 1868)
- Christian August Friedrich Garcke, botanico tedesco (Bräunrode, n. 1819 - Berlino, † 1904)
- Christian Gottlieb Ludwig, botanico e medico tedesco (Brzeg, n. 1709 - Lipsia, † 1773)
- Christian Ferdinand Friedrich Hochstetter, botanico tedesco (Stoccarda, n. 1787 - Reutlingen, † 1860)
- Christian Friedrich Hornschuch, botanico tedesco (Bad Rodach, n. 1793 - Greifswald, † 1850)
- Christian Knaut, botanico e bibliotecario tedesco (Halle, n. 1656 - † 1716)
- Christian Friedrich Lessing, botanico tedesco (Syców, n. 1809 - Krasnojarsk, † 1862)
- Christian Luerssen, botanico tedesco (Brema, n. 1843 - Charlottenburg, † 1916)
- Christian Gottfried Daniel Nees von Esenbeck, botanico, entomologo e fisico tedesco (Reichelsheim, n. 1776 - Breslavia, † 1858)
- Christian Hendrik Persoon, botanico e micologo sudafricano (Stellenbosch, n. 1761 - Parigi, † 1836)
- Christian Julius Wilhelm Schiede, botanico e medico tedesco (Kassel, n. 1798 - Messico, † 1836)
- Christian Schkuhr, botanico tedesco (Pegau, n. 1741 - Wittenberg, † 1811)
- Christian Friedrich Schwägrichen, botanico tedesco (Lipsia, n. 1775 - Lipsia, † 1853)
- Christian Ernst Stahl, botanico tedesco (Schiltigheim, n. 1848 - Jena, † 1919)
- Christian Friedrich Heinrich Wimmer, botanico, filologo classico e pedagogo tedesco (Breslavia, n. 1803 - Breslavia, † 1868)

## Canoisti(3)
- Christian De Dionigi, ex canoista italiano (Cuggiono, n. 1992)
- Christian Frederiksen, ex canoista danese (n. 1962)
- Christian Gille, canoista tedesco (Wolfen, n. 1979)

## Canottieri(1)
- Chris Ahrens, ex canottiere statunitense (Iowa City, n. 1976)

## Cantautori(2)
- Owenn, cantautore e ballerino statunitense (New York, n. 1983)
- Mida, cantautore italiano (Caracas, n. 1999)

## Cardinali(1)
- Christian Wiyghan Tumi, cardinale e arcivescovo cattolico camerunese (Kikaikelaki, n. 1930 - Douala, † 2021)

## Cardiologi(1)
- Christian Cabrol, cardiologo e politico francese (Chézy-sur-Marne, n. 1925 - Parigi, † 2017)

## Cavalieri(1)
- Christian Ahlmann, cavaliere tedesco (n. 1974)

## Cestisti(31)
- Christian Baltzer, ex cestista, allenatore di pallacanestro e dirigente sportivo francese (Mulhouse, n. 1936)
- Christian Braun, cestista statunitense (Burlington, n. 2001)
- Christian Burns, cestista statunitense (Trenton, n. 1985)
- Christian Díaz, cestista spagnolo (Las Palmas de Gran Canaria, n. 1992)
- Christian Di Giuliomaria, ex cestista e allenatore di pallacanestro italiano (Roma, n. 1979)
- Christian Drejer, ex cestista danese (Frederiksberg, n. 1982)
- Chris Ellis, ex cestista statunitense (Atlanta, n. 1984)
- Christian Eyenga, cestista della Repubblica Democratica del Congo (Kinshasa, n. 1989)
- Christian von Fintel, cestista tedesco (Bad Salzungen, n. 1990)
- Christian Garnier, ex cestista francese (Vernon, n. 1964)
- Christian Gatto, cestista italiano (Gallarate, n. 1996)
- Christian Gombe, ex cestista centrafricano (n. 1962)
- Chris Heinrich, ex cestista statunitense (Filadelfia, n. 1977)
- Christian James, cestista statunitense (Houston, n. 1996)
- Christian Jones, cestista statunitense (Arlington, n. 1993)
- Christian Kollik, ex cestista austriaco (n. 1980)
- Christian Koloko, cestista camerunese (Douala, n. 2000)
- Christian Laettner, ex cestista e allenatore di pallacanestro statunitense (Angola, n. 1969)
- Omar López, ex cestista messicano (n. 1980)
- Christian Maråker, ex cestista svedese (Varberg, n. 1982)
- C.J. Massinburg, cestista statunitense (Dallas, n. 1997)
- C.J. McCollum, cestista statunitense (Canton, n. 1991)
- Christian Mekowulu, cestista nigeriano (Lagos, n. 1995)
- Chris Munk, ex cestista statunitense (San Francisco, n. 1967)
- C.J. Perez, cestista filippino (Kowloon, n. 1993)
- Christian Sengfelder, cestista tedesco (Leverkusen, n. 1995)
- Christian Standhardinger, cestista tedesco (Monaco di Baviera, n. 1989)
- Christian Steinmetz, cestista statunitense (Milwaukee, n. 1882 - Milwaukee, † 1963)
- Christian Watford, ex cestista statunitense (Birmingham, n. 1991)
- Christian Welp, cestista e allenatore di pallacanestro tedesco (Delmenhorst, n. 1964 - Hood Canal, † 2015)
- Christian Wood, cestista statunitense (Long Beach, n. 1995)

## Chimici(4)
- Christian Gottlob Gmelin, chimico tedesco (Tubinga, n. 1792 - Tubinga, † 1860)
- Christian Klixbüll Jørgensen, chimico danese (Aalborg, n. 1931 - Francia, † 2001)
- Christian Møller, chimico e fisico danese (Hundslev, n. 1904 - Ordrup, † 1980)
- Christian Friedrich Schönbein, chimico tedesco (Metzingen, n. 1799 - Baden-Baden, † 1868)

## Chitarristi(3)
- Blixa Bargeld, chitarrista e cantante tedesco (Berlino Ovest, n. 1959)
- Christian Escoudé, chitarrista francese (Angoulême, n. 1947 - † 2024)
- Christian Münzner, chitarrista tedesco (Frisinga, n. 1981)

## Ciclisti su strada(17)
- Christian Chaubet, ex ciclista su strada francese (Tolosa, n. 1961)
- Christian Debuysschere, ex ciclista su strada belga (Jemappes, n. 1950)
- Christian Delle Stelle, ex ciclista su strada italiano (Cuggiono, n. 1989)
- Christian Henn, ciclista su strada tedesco (Heidelberg, n. 1964)
- Christian Jourdan, ex ciclista su strada francese (Sainte-Foy-la-Grande, n. 1954)
- Christian Knees, ex ciclista su strada tedesco (Colonia, n. 1981)
- Christian Levavasseur, ex ciclista su strada francese (Dinan, n. 1956)
- Christian Meier, ex ciclista su strada canadese (Sussex, n. 1985)
- Christian Meyer, ex ciclista su strada tedesco (Friburgo in Brisgovia, n. 1969)
- Christian Murro, ex ciclista su strada italiano (Saronno, n. 1978)
- Christian Pfannberger, ex ciclista su strada austriaco (Judenburg, n. 1979)
- Christian Raymond, ex ciclista su strada francese (Avrillé, n. 1943)
- Christian Scaroni, ciclista su strada italiano (Brescia, n. 1997)
- Christian Seznec, ex ciclista su strada francese (Brest, n. 1952)
- Christian Thary, ex ciclista su strada francese (Belfort, n. 1962)
- Christian Vande Velde, ex ciclista su strada statunitense (Lemont, n. 1976)
- Christian Wegmann, ex ciclista su strada e dirigente sportivo tedesco (Münster, n. 1976)

## Compositori(11)
- Christian Cannabich, compositore e direttore d'orchestra tedesco (Mannheim, n. 1731 - Francoforte sul Meno, † 1798)
- Christian Erbach, compositore e organista tedesco (Gau-Algesheim - Augusta, † 1635)
- Christian Kalkbrenner, compositore e musicologo tedesco (Minden, n. 1755 - Parigi, † 1806)
- Christian Lauba, compositore francese (Sfax, n. 1952)
- Christian Manen, compositore e direttore d'orchestra francese (Boulogne-Billancourt, n. 1937 - Trie-Château, † 2020)
- Christian Gottlob Neefe, compositore e direttore d'orchestra tedesco (Chemnitz, n. 1748 - Dessau, † 1798)
- Christian Petzold, compositore e organista tedesco (Königstein, n. 1677 - Dresda, † 1733)
- Christian Heinrich Rinck, compositore e organista tedesco (Elgersburg, n. 1770 - Darmstadt, † 1846)
- Christian Sinding, compositore norvegese (Kongsberg, n. 1856 - Oslo, † 1941)
- Christian Ehregott Weinlig, compositore e direttore di coro tedesco (Dresda, n. 1743 - Dresda, † 1813)
- Christian Wolff, compositore tedesco (Naundorf, n. 1705 - Dahlen, † 1773)

## Conduttori televisivi(1)
- Christian Jessen, conduttore televisivo e medico britannico (Londra, n. 1977)

## Contrabbassisti(1)
- Christian McBride, contrabbassista statunitense (Filadelfia, n. 1972)

## Coreografi(1)
- Christian Spuck, coreografo e regista tedesco (Marburgo, n. 1969)

## Costumisti(1)
- Christian Gasc, costumista francese (Dunes, n. 1945 - Parigi, † 2022)

## Criminali(2)
- Christian Longo, criminale statunitense (Michigan, n. 1974)
- Christian Ranucci, criminale francese (Avignone, n. 1954 - Marsiglia, † 1976)

## Critici d'arte(1)
- Christian Zervos, critico d'arte, storico e saggista francese (Argostoli, n. 1889 - Parigi, † 1970)

## Danzatori(1)
- Christian Johansson, danzatore e coreografo russo (Stoccolma, n. 1817 - San Pietroburgo, † 1903)

## Designer(1)
- Christian Dell, designer tedesco (Offenbach am Main, n. 1893 - Wiesbaden, † 1974)

## Diplomatici(4)
- Christian Calmes, diplomatico e storico lussemburghese (n. 1913 - Grasse, † 1995)
- Christian Ulrik Gyldenløve, diplomatico danese (n. 1611 - Meinertshagen, † 1640)
- Christian Masset, diplomatico e politico francese (Sète, n. 1957)
- Christian Detlev Reventlow, diplomatico e militare danese (n. 1671 - † 1738)

## Direttori d'orchestra(1)
- Christian Thielemann, direttore d'orchestra tedesco (Berlino, n. 1959)

## Direttori della fotografia(1)
- Christian Berger, direttore della fotografia austriaco (Innsbruck, n. 1945)

## Dirigenti d'azienda(1)
- Christian Streiff, dirigente d'azienda e scrittore francese (Sarrebourg, n. 1954)

## Dirigenti sportivi(7)
- Christian Abbiati, dirigente sportivo e ex calciatore italiano (Abbiategrasso, n. 1977)
- Christian Bassedas, dirigente sportivo, allenatore di calcio e ex calciatore argentino (Buenos Aires, n. 1973)
- Christian Forcellini, dirigente sportivo, ex tennista e ex velocista sammarinese (Città di San Marino, n. 1969)
- Christian Groß, dirigente sportivo e ex calciatore tedesco (Brema, n. 1989)
- Christian Horner, dirigente sportivo e ex pilota automobilistico britannico (Leamington Spa, n. 1973)
- Christian Karembeu, dirigente sportivo e ex calciatore francese (Lifou, n. 1970)
- Christian Manfredini, dirigente sportivo, allenatore di calcio e ex calciatore ivoriano (Port-Bouët, n. 1975)

## Disc jockey(2)
- TheFatRat, disc jockey e musicista tedesco (Gottinga, n. 1979)
- Jack Holiday, disc jockey e produttore discografico svizzero (Zurigo, n. 1982)

## Disegnatori(1)
- Christian Wilhelm Allers, disegnatore e pittore tedesco (Amburgo, n. 1857 - Karlsruhe, † 1915)

## Doppiatori(1)
- Christian Iansante, doppiatore e attore italiano (Thal, n. 1965)

## Drammaturghi(2)
- Christian Dietrich Grabbe, drammaturgo e commediografo tedesco (Detmold, n. 1801 - Detmold, † 1836)
- Christian Palustran, drammaturgo e scrittore francese (Saint-Cloud, n. 1947)

## Economisti(3)
- Christian Dürr, economista e politico tedesco (Delmenhorst, n. 1977)
- Christian Harbulot, economista e politologo francese (Verdun, n. 1952)
- Christian Noyer, economista e banchiere francese (Soisy-sous-Montmorency, n. 1950)

## Editori(1)
- Christian Gottlob Kayser, editore tedesco (Priester, n. 1782 - Lipsia, † 1857)

## Egittologi(1)
- Christian Greco, egittologo italiano (Arzignano, n. 1975)

## Entomologi(1)
- Christian von Steven, entomologo e botanico russo (Fredrikshamn, n. 1781 - Simferopol, † 1863)

## Epigrafisti(1)
- Christian Robin, epigrafista, archeologo e orientalista francese (Chaumont, n. 1943)

## Esoteristi(1)
- Christian Rosenkreuz, esoterista tedesco (n. 1378 - † 1484)

## Farmacisti(1)
- Christian Lechler, farmacista e imprenditore tedesco (Ellwangen, n. 1820 - Wilbad, † 1877)

## Filologi(7)
- Christian Wilhelm Ahlwardt, filologo classico tedesco (Greifswald, n. 1760 - Greifswald, † 1830)
- Christian Gottlob Heyne, filologo classico, traduttore e bibliotecario tedesco (Chemnitz, n. 1729 - Gottinga, † 1812)
- Friedrich Jacobs, filologo classico tedesco (Gotha, n. 1764 - † 1847)
- Christian Jensen, filologo classico e papirologo tedesco (Archsum, n. 1883 - Berlino, † 1940)
- Christian Adolph Klotz, filologo classico tedesco (Bischofswerda, n. 1738 - Halle, † 1771)
- Christian Lobeck, filologo classico tedesco (Naumburg, n. 1781 - Königsberg, † 1860)
- Christian Lorenz Sommer, filologo classico tedesco (Rudolstadt, n. 1796 - Rudolstadt, † 1846)

## Filosofi(7)
- Christian August Crusius, filosofo e teologo tedesco (Leuna, n. 1715 - Lipsia, † 1775)
- Christian Delacampagne, filosofo e scrittore francese (Dakar, n. 1949 - Parigi, † 2007)
- Arthur Drews, filosofo tedesco (Uetersen, n. 1865 - Achern, † 1935)
- Christian von Ehrenfels, filosofo austriaco (Rodaun, n. 1859 - Lichtenau im Waldviertel, † 1932)
- Christian Garve, filosofo tedesco (Breslavia, n. 1742 - Breslavia, † 1798)
- Christian Hermann Weisse, filosofo e teologo tedesco (Lipsia, n. 1801 - Lipsia, † 1866)
- Christian Wolff, filosofo e giurista tedesco (Breslavia, n. 1679 - Halle sul Saale, † 1754)

## Fisici(1)
- Christian Christiansen, fisico danese (Löngborg, n. 1843 - Frederiksberg, † 1917)

## Fisiologi(1)
- Christian Bohr, fisiologo danese (Copenaghen, n. 1855 - Copenaghen, † 1911)

## Flautisti(1)
- Christian Gilardi, flautista, compositore e editore svizzero (Lugano, n. 1966)

## Fondisti(1)
- Christian Hoffmann, ex fondista austriaco (Aigen im Mühlkreis, n. 1974)

## Fotografi(2)
- Christian Michelides, fotografo e psicoterapeuta austriaco (Graz, n. 1957)
- Christian Poveda, fotografo e giornalista spagnolo (Algeri, n. 1955 - Tonacatepeque, † 2009)

## Fumettisti(5)
- Christian Binet, fumettista francese (Tulle, n. 1947)
- Blutch, fumettista francese (Strasburgo, n. 1967)
- Christian Godard, fumettista e illustratore francese (Parigi, n. 1932)
- Christian Goux, fumettista francese (Castres, n. 1946)
- Christian Gaty, fumettista e illustratore francese (Bourg-en-Bresse, n. 1925 - Parigi, † 2019)

## Funzionari(1)
- Christian Weber, funzionario tedesco (Polsingen, n. 1883 - Alpi sveve, † 1945)

## Gambisti(1)
- Christian Ferdinand Abel, gambista e violoncellista tedesco (Hannover, n. 1682 - Köthen, † 1737)

## Generali(6)
- Christian von Appel, generale austriaco (Neusohl, n. 1785 - Graz, † 1854)
- Christian de Castries, generale francese (Parigi, n. 1902 - Parigi, † 1991)
- Christian Gyldenløve, generale danese (Copenaghen, n. 1674 - Odense, † 1703)
- Christian Hansen, generale tedesco (Schleswig, n. 1885 - Garmisch-Partenkirchen, † 1972)
- Christian Julius de Meza, generale danese (Helsingør, n. 1792 - Copenaghen, † 1865)
- Christian Philipp, generale tedesco (Michelfeld, n. 1893 - Unterleinleiter, † 1963)

## Geografi(1)
- Christian Garnier, geografo francese (Parigi, n. 1872 - Parigi, † 1898)

## Geologi(2)
- Christian Leopold von Buch, geologo e paleontologo tedesco (Stolpe, n. 1774 - Berlino, † 1853)
- Ferdinand von Hochstetter, geologo e naturalista tedesco (Esslingen am Neckar, n. 1829 - Oberdöbling, † 1884)

## Ginecologi(2)
- Christian Gerhard Leopold, ginecologo tedesco (Meerane, n. 1846 - Altenberg, † 1911)
- Hermann Löhlein, ginecologo e medico tedesco (Coburgo, n. 1847 - Gießen, † 1901)

## Ginnasti(8)
- Christian Baumann, ginnasta svizzero (n. 1995)
- Christian Busch, ginnasta e multiplista tedesco (Elberfeld, n. 1880 - Solingen, † 1977)
- Christian Deubler, ginnasta e multiplista tedesco (Bad Mergentheim, n. 1880 - St. Louis, † 1963)
- Christian Hansen, ginnasta danese (Fredericia, n. 1891 - Copenaghen, † 1961)
- Christian Juhl, ginnasta danese (n. 1898 - † 1962)
- Christian Kipfer, ginnasta svizzero (n. 1921 - † 2009)
- Christian Sperl, ginnasta e multiplista statunitense
- Christian Svendsen, ginnasta danese (Svindinge, n. 1890 - Copenaghen, † 1959)

## Giocatori di baseball(3)
- Christian Colón, giocatore di baseball portoricano (Cayey, n. 1989)
- Christian Vázquez, giocatore di baseball portoricano (Bayamón, n. 1990)
- Christian Yelich, giocatore di baseball statunitense (Thousand Oaks, n. 1991)

## Giocatori di beach volley(1)
- Christian Sørum, giocatore di beach volley norvegese (Rælingen, n. 1995)

## Giocatori di calcio a 5(3)
- Christian Bommelund Christensen, giocatore di calcio a 5 e calciatore danese (n. 1989)
- Christian Leirvik, giocatore di calcio a 5 e ex calciatore norvegese (n. 1987)
- Christian Otero, giocatore di calcio a 5 colombiano (Cali, n. 1991)

## Giocatori di curling(1)
- Christian Corona, giocatore di curling italiano (Pordenone, n. 1977)

## Giocatori di football americano(33)
- Christian Ballard, ex giocatore di football americano statunitense (Newport News, n. 1989)
- Christian Barmore, giocatore di football americano statunitense (Filadelfia, n. 1999)
- Christian Benford, giocatore di football americano statunitense (Baltimora, n. 2000)
- Christian Bollmann, giocatore di football americano tedesco (Braunschweig, n. 1989)
- Christian Braswell, giocatore di football americano statunitense (Washington, n. 1999)
- Christian Covington, giocatore di football americano canadese (Vancouver, n. 1993)
- Christian Darrisaw, giocatore di football americano statunitense (Petersburg, n. 1999)
- Christian Elliss, giocatore di football americano statunitense (Highlands Ranch, n. 1999)
- Christian Fauria, ex giocatore di football americano statunitense (Los Angeles, n. 1971)
- Christian Gonzalez, giocatore di football americano statunitense (Carrollton, n. 2002)
- Christian Hackenberg, ex giocatore di football americano statunitense (Lehighton, n. 1995)
- Chris Hanburger, ex giocatore di football americano statunitense (Fort Bragg, n. 1941)
- Christian Harris, giocatore di football americano statunitense (Baton Rouge, n. 2001)
- Christian Haynes, giocatore di football americano statunitense (Bowie, n. 2000)
- Christian Holmes, giocatore di football americano statunitense (Leland, n. 1997)
- Christian Izien, giocatore di football americano statunitense (Far Rockaway, n. 2000)
- Christian Jones, giocatore di football americano statunitense (Houston, n. 2000)
- Sonny Jurgensen, ex giocatore di football americano statunitense (Wilmington, n. 1934)
- Christian Kirk, giocatore di football americano statunitense (Scottsdale, n. 1996)
- Christian Kirksey, ex giocatore di football americano statunitense (St. Louis, n. 1992)
- Christian Matthew, giocatore di football americano statunitense (Miami, n. 1996)
- Christian McCaffrey, giocatore di football americano statunitense (Castle Rock, n. 1996)
- Chris McCain, giocatore di football americano statunitense (Greensboro, n. 1991)
- Christian Miller, giocatore di football americano statunitense (Columbia, n. 1996)
- Christian Okoye, ex giocatore di football americano nigeriano (Enugu, n. 1961)
- Christian Ponder, ex giocatore di football americano statunitense (Dallas, n. 1988)
- Christian Powell, giocatore di football americano statunitense (Loma Linda, n. 1994)
- Christian Rozeboom, giocatore di football americano statunitense (Sioux Center, n. 1997)
- Christian Steffani, ex giocatore di football americano e allenatore di football americano austriaco (n. 1985)
- Christian Strong, giocatore di football americano canadese (Brampton, n. 1995)
- Christian Thompson, giocatore di football americano statunitense (North Lauderdale, n. 1990)
- Christian Watson, giocatore di football americano statunitense (Phoenix, n. 1999)
- Christian Wilkins, giocatore di football americano statunitense (Springfield, n. 1995)

## Giornalisti(5)
- Christian Bernadac, giornalista e scrittore francese (Tarascon-sur-Ariège, n. 1937 - † 2003)
- Christian Calabrese, giornalista, autore televisivo e blogger italiano (Roma, n. 1969)
- Christian Prudhomme, giornalista francese (Parigi, n. 1960)
- Christian Rocca, giornalista, scrittore e blogger italiano (Alcamo, n. 1968)
- Christian de la Mazière, giornalista francese (Tours, n. 1922 - Parigi, † 2006)

## Giuristi(5)
- Christian Heinrich Eckhard, giurista, storico e diplomatista tedesco (Quedlinburg, n. 1716 - Jena, † 1751)
- Christian Magnus Falsen, giurista e storico norvegese (Oslo, n. 1782 - † 1830)
- Christian Friedrich von Glück, giurista tedesco (Halle, n. 1755 - Erlangen, † 1831)
- Christian von Haugwitz, giurista, politico e diplomatico prussiano (Peuke-bei-Öls, n. 1752 - Venezia, † 1832)
- Christian Thomasius, giurista e filosofo tedesco (Lipsia, n. 1655 - Halle, † 1728)

## Hockeisti su ghiaccio(10)
- Christian Alderucci, ex hockeista su ghiaccio italiano (Bolzano, n. 1973)
- Christian Borgatello, ex hockeista su ghiaccio italiano (Merano, n. 1982)
- Christian Bäckman, ex hockeista su ghiaccio svedese (Alingsås, n. 1980)
- Christian Due-Boje, ex hockeista su ghiaccio svedese (Farsta, n. 1966)
- Christian Ehrhoff, hockeista su ghiaccio tedesco (Moers, n. 1982)
- Christian Mair, hockeista su ghiaccio italiano (Brunico, n. 1981)
- Christian Stucki, ex hockeista su ghiaccio svizzero (n. 1992)
- Christian Timpone, ex hockeista su ghiaccio italiano (Bolzano, n. 1976)
- Christian Walcher, ex hockeista su ghiaccio italiano (Bolzano, n. 1980)
- Christian Willeit, hockeista su ghiaccio italiano (Brunico, n. 1987)

## Imprenditori(2)
- Christian Brevoort Zabriskie, imprenditore statunitense (Ford Bridger, n. 1864 - † 1936)
- Christian von Koenigsegg, imprenditore svedese (Stoccolma, n. 1972)

## Informatici(1)
- Christian Whitehead, informatico e programmatore australiano (Melbourne, n. 1992)

## Ingegneri(3)
- Christian Menn, ingegnere svizzero (Meiringen, n. 1927 - Coira, † 2018)
- Christian Otto Mohr, ingegnere tedesco (Wesselburen, n. 1835 - Dresda, † 1918)
- Christian Wasserfallen, ingegnere e politico svizzero (Berna, n. 1981)

## Insegnanti(1)
- Christian Albini, docente italiano (Crema, n. 1973 - Crema, † 2017)

## Judoka(1)
- Christian Parlati, judoka italiano (Napoli, n. 1998)

## Librettisti(1)
- Friedrich Teuscher, librettista e scrittore tedesco (Delitzsch, n. 1791 - Mellingen, † 1865)

## Linguisti(2)
- Christian Jakob Kraus, linguista e bibliotecario tedesco (Ostróda, n. 1753 - Königsberg, † 1807)
- Christian Matras, linguista e poeta faroese (Viðareiði, n. 1900 - Tórshavn, † 1988)

## Lunghisti(1)
- Christian Reif, lunghista tedesco (Spira, n. 1984)

## Maestri di karate(1)
- Christian Gonzales y Herrera, maestro di karate italiano (Venezia, n. 1963)

## Maratoneti(1)
- Christian Gitsham, maratoneta sudafricano (Pietermaritzburg, n. 1888 - † 1956)

## Matematici(3)
- Christian Doppler, matematico e fisico austriaco (Salisburgo, n. 1803 - Venezia, † 1853)
- Christian Goldbach, matematico tedesco (Königsberg, n. 1690 - Mosca, † 1764)
- Christian Kramp, matematico e medico francese (n. 1760 - † 1826)

## Medici(5)
- Christian Baastrup, medico danese (Copenaghen, n. 1885 - Copenaghen, † 1951)
- Theodor Billroth, medico tedesco (Bergen auf Rügen, n. 1829 - Abbazia, † 1894)
- Christian Bäumler, medico tedesco (Buchau, n. 1836 - Friburgo in Brisgovia, † 1933)
- Samuel Hahnemann, medico tedesco (Meißen, n. 1755 - Parigi, † 1843)
- Christian Rudolph Wilhelm Wiedemann, medico, storico e naturalista tedesco (Braunschweig, n. 1770 - Kiel, † 1840)

## Medievisti(1)
- Christian Pfister, medievista francese (Beblenheim, n. 1857 - Beblenheim, † 1933)

## Mezzofondisti(4)
- Christian Christensen, mezzofondista danese (Copenaghen, n. 1876 - Søllerød, † 1956)
- Christian Leuprecht, mezzofondista italiano (Bolzano, n. 1971)
- Christian Obrist, mezzofondista italiano (Bressanone, n. 1980)
- Christian Wägli, mezzofondista e velocista svizzero (Muri Gümligen, n. 1934 - Muri Gümligen, † 2019)

## Militari(6)
- Chris Madsen, militare e poliziotto danese (Copenaghen, n. 1851 - Guthrie, † 1944)
- Christian von Ompteda, militare tedesco (n. 1765 - † 1815)
- Christian von Pentz, militare tedesco (Gremmelin, n. 1882 - Amburgo, † 1952)
- Christian Ferdinand Schiess, militare svizzero (Burgdorf, n. 1856 - Oceano Atlantico, † 1884)
- Christian Tychsen, militare tedesco (Flensburgo, n. 1910 - Gavray, † 1944)
- Christian Wirth, ufficiale tedesco (Oberbalzheim, n. 1885 - Fiume, † 1944)

## Mineralogisti(1)
- Christian Wilhelm Blomstrand, mineralogista e chimico svedese (Växjö, n. 1826 - Lund, † 1897)

## Modelli(1)
- Christian Monzon, modello statunitense (New York, n. 1978)

## Montatori(1)
- Christian Wagner, montatore statunitense (n. 1942)

## Multiplisti(2)
- Christian Plaziat, ex multiplista francese (Lione, n. 1963)
- Christian Schenk, ex multiplista tedesco (Rostock, n. 1965)

## Musicisti(6)
- Christian Fennesz, musicista austriaco (Vienna, n. 1962)
- Christian Joseph Lidarti, musicista austriaco (Vienna, n. 1730 - Pisa, † 1795)
- Christian Lorenz, musicista e tastierista tedesco (Berlino Est, n. 1966)
- Christian Löffler, musicista tedesco (Greifswald, n. 1985)
- Christian Rainer, musicista, cantante e artista italiano (n. 1976)
- Christian Theodor Weinlig, musicista, compositore e insegnante tedesco (Dresda, n. 1780 - Lipsia, † 1842)

## Naturalisti(4)
- Christian Gottfried Ehrenberg, naturalista tedesco (Delitzsch, n. 1795 - Berlino, † 1876)
- Christian Hee Hwass, naturalista danese (Danimarca, n. 1731 - † 1803)
- Christian Friedrich Ludwig, naturalista e medico tedesco (Lipsia, n. 1757 - Lipsia, † 1823)
- Christian Ehrenfried Weigel, naturalista e chimico tedesco (Stralsund, n. 1748 - Greifswald, † 1831)

## Nobili(2)
- Christian Christoph Clam-Gallas, nobile e mecenate boemo (Praga, n. 1771 - Praga, † 1838)
- Christian Moritz von Königsegg-Rothenfels, nobile e militare tedesco (Vienna, n. 1705 - Vienna, † 1778)

## Numismatici(1)
- Christian Martin Joachim Frähn, numismatico, orientalista e storico tedesco (Rostock, n. 1782 - San Pietroburgo, † 1851)

## Nuotatori(9)
- Christian Diener, nuotatore tedesco (Cottbus, n. 1993)
- Christian Galenda, ex nuotatore italiano (Dolo, n. 1982)
- Christian Keller, ex nuotatore tedesco (Essen, n. 1972)
- Christian Kubusch, ex nuotatore tedesco (Gera, n. 1988)
- Christian Minotti, ex nuotatore italiano (Roma, n. 1980)
- Christian Reichert, nuotatore tedesco (Würzburg, n. 1985)
- Christian Sprenger, ex nuotatore australiano (Brisbane, n. 1985)
- Christian Tröger, ex nuotatore tedesco (Monaco di Baviera, n. 1969)
- Christian vom Lehn, nuotatore tedesco (Wuppertal, n. 1992)

## Oculisti(1)
- Christian Georg Theodor Ruete, oculista tedesco (n. 1810 - Lipsia, † 1867)

## Organari(2)
- Christian Gottlob Hubert, organaro polacco (Fraustadt, n. 1724 - Ansbach, † 1793)
- Christian Müller, organaro tedesco (Sankt Andreasberg, n. 1690 - Amsterdam, † 1763)

## Organisti(1)
- Christian Friedrich Rolle, organista e compositore tedesco (Halle, n. 1681 - Magdeburgo, † 1751)

## Orientalisti(2)
- Christian Lassen, orientalista norvegese (Bergen, n. 1800 - Bonn, † 1876)
- Christian Friedrich Seybold, orientalista tedesco (Waiblingen, n. 1859 - Tubinga, † 1921)

## Ornitologi(1)
- Christian Ludwig Brehm, ornitologo tedesco (n. 1787 - † 1864)

## Orologiai(1)
- Christian Reithmann, orologiaio, ingegnere e inventore tedesco (Sankt Jakob in Haus, n. 1818 - Monaco di Baviera, † 1909)

## Paleontologi(1)
- Christian Erich Hermann von Meyer, paleontologo tedesco (Francoforte sul Meno, n. 1801 - Francoforte sul Meno, † 1869)

## Pallamanisti(2)
- Christian Schwarzer, ex pallamanista e allenatore di pallamano tedesco (Braunschweig, n. 1969)
- Christian Zeitz, ex pallamanista tedesco (Heidelberg, n. 1980)

## Pallanuotisti(1)
- Christian Napolitano, pallanuotista italiano (Siracusa, n. 1982)

## Pallavolisti(3)
- Christian Dünnes, pallavolista tedesco (Siegen, n. 1984)
- Christian Fromm, pallavolista tedesco (Berlino, n. 1990)
- Christian Pampel, pallavolista tedesco (Gehrden, n. 1979)

## Patologi(1)
- Christian Georg Schmorl, patologo tedesco (Mügeln, n. 1861 - Dresda, † 1932)

## Pattinatori di velocità su ghiaccio(1)
- Christian Oberbichler, pattinatore di velocità su ghiaccio svizzero (Frauenfeld, n. 1992)

## Pentatleti(1)
- Christian Zillekens, pentatleta tedesco (Neuss, n. 1995)

## Pesisti(1)
- Christian Cantwell, pesista statunitense (Jefferson City, n. 1980)

## Pianisti(2)
- Christian Louis Heinrich Köhler, pianista e compositore tedesco (Braunschweig, n. 1820 - Königsberg, † 1886)
- Christian Wallumrød, pianista, tastierista e compositore norvegese (Kongsberg, n. 1971)

## Piloti automobilistici(10)
- Christian Abt, pilota automobilistico tedesco (Kempten, n. 1967)
- Christian Danner, ex pilota automobilistico tedesco (Monaco di Baviera, n. 1958)
- Christian Fittipaldi, ex pilota automobilistico brasiliano (San Paolo, n. 1971)
- Christian Goethals, pilota automobilistico belga (Heule, n. 1928 - Courtrai, † 2003)
- Christian Kautz, pilota automobilistico svizzero (Bruxelles, n. 1913 - Bremgarten bei Bern, † 1948)
- Christian Klien, pilota automobilistico austriaco (Hohenems, n. 1983)
- Christian Lautenschlager, pilota automobilistico tedesco (Magstadt, n. 1877 - Untertürkheim, † 1954)
- Christian Lundgaard, pilota automobilistico danese (Hedensted, n. 2001)
- Christian Mansell, pilota automobilistico australiano (Maitland, n. 2005)
- Christian Montanari, pilota automobilistico sammarinese (San Marino, n. 1981)

## Piloti di rally(1)
- Christian Collovà, pilota di rally e avvocato italiano (Coblenza, n. 1972)

## Piloti motociclistici(10)
- Christian Elkin, pilota motociclistico britannico (Macclesfield, n. 1981)
- Christian Estrosi, ex pilota motociclistico e politico francese (Nizza, n. 1955)
- Christian Gamarino, pilota motociclistico italiano (Genova, n. 1994)
- Christian Gemmel, pilota motociclistico tedesco (Hettenrodt, n. 1980)
- Christian Iddon, pilota motociclistico britannico (Stockport, n. 1985)
- Christian Kellner, pilota motociclistico tedesco (Waging am See, n. 1971)
- Christian Manna, pilota motociclistico italiano (Rivoli, n. 1975)
- Christian Pistoni, pilota motociclistico italiano (Reggio Emilia, n. 1980)
- Christian Ravaglia, pilota motociclistico italiano (Bologna, n. 1976)
- Christian Sarron, ex pilota motociclistico e dirigente sportivo francese (Clermont-Ferrand, n. 1955)

## Pittori(18)
- Christian Matthias Adler, pittore tedesco (Triesdorf, n. 1787 - Monaco di Baviera, † 1850)
- Christian Bérard, pittore e scenografo francese (Parigi, n. 1902 - † 1949)
- Wilhelm Freddie, pittore, scultore e regista danese (Copenaghen, n. 1909 - Copenaghen, † 1995)
- Christian Wilhelm Ernst Dietrich, pittore tedesco (Weimar, n. 1712 - Dresda, † 1774)
- Christian Griepenkerl, pittore tedesco (Oldemburgo, n. 1839 - Vienna, † 1916)
- Ferdinand Hartmann, pittore tedesco (Stoccarda, n. 1774 - Dresda, † 1842)
- Christian Jank, pittore e architetto tedesco (Monaco di Baviera, n. 1833 - Monaco di Baviera, † 1888)
- Christian Albrecht Jensen, pittore danese (Bredstedt, n. 1792 - Copenaghen, † 1870)
- Christian Krohg, pittore, scrittore e giornalista norvegese (Oslo, n. 1852 - Oslo, † 1925)
- Christian August Lorentzen, pittore danese (Sønderborg, n. 1749 - Copenaghen, † 1828)
- Christian Rohlfs, pittore tedesco (Groß Niendorf, n. 1849 - Hagen, † 1938)
- Christian Ruben, pittore tedesco (Treviri, n. 1805 - Vienna, † 1875)
- Christian Schad, pittore tedesco (Miesbach, n. 1894 - Keilberg, † 1982)
- Christian Georg Schütz II, pittore e incisore tedesco (Flörsheim am Main, n. 1758 - Francoforte sul Meno, † 1823)
- Christian Georg Schütz, pittore e disegnatore tedesco (Flörsheim am Main, n. 1718 - Francoforte sul Meno, † 1791)
- Christian Seybold, pittore tedesco (Neuenhain, n. 1695 - Vienna, † 1768)
- Christian Peter Wilhelm Stolle, pittore tedesco (Lubecca, n. 1810 - † 1887)
- Fritz Syberg, pittore e illustratore danese (Faaborg, n. 1862 - Kerteminde, † 1939)

## Poeti(12)
- Christian Aagard, poeta danese (Viborg, n. 1616 - † 1664)
- Christian Fürchtegott Gellert, poeta, scrittore e filosofo tedesco (Hainichen, n. 1715 - Lipsia, † 1769)
- Friedrich Hebbel, poeta e drammaturgo tedesco (Wesselburen, n. 1813 - Vienna, † 1863)
- Heinrich Heine, poeta tedesco (Düsseldorf, n. 1797 - Parigi, † 1856)
- Christian Friedrich Henrici, poeta e librettista tedesco (Stolpen, n. 1700 - Lipsia, † 1764)
- Christian Hofmann von Hofmannswaldau, poeta tedesco (Breslavia, n. 1616 - Breslavia, † 1679)
- Christian Morgenstern, poeta e scrittore tedesco (Monaco di Baviera, n. 1871 - Merano, † 1914)
- Christian Heinrich Postel, poeta e librettista tedesco (Freiburg/Elbe, n. 1658 - Amburgo, † 1705)
- Christian Friedrich Daniel Schubart, poeta, scrittore e compositore tedesco (Obersontheim, n. 1739 - Stoccarda, † 1791)
- Christian Felix Weiße, poeta, scrittore e pedagogo tedesco (Annaberg, n. 1726 - Stötteritz, † 1804)
- Christian Winther, poeta danese (Fensmark, n. 1796 - Parigi, † 1876)
- Christian zu Stolberg-Stolberg, poeta tedesco (Amburgo, n. 1748 - Windeby, † 1821)

## Polistrumentisti(1)
- Christian Ravaglioli, polistrumentista e compositore italiano (Ravenna, n. 1975)

## Politici(26)
- Christian Albrecht Bluhme, politico danese (Copenaghen, n. 1794 - Copenaghen, † 1866)
- Christian Diego Di Sanzo, politico italiano (Prato, n. 1982)
- Christian Friedrich von Stockmar, politico belga (Coburgo, n. 1787 - Coburgo, † 1863)
- Christian Geselle, politico tedesco (Kassel, n. 1976)
- Henry Guest, politico inglese (n. 1874 - † 1957)
- Christian Archibald Herter, politico e statistico statunitense (Parigi, n. 1895 - Washington, † 1966)
- Christian Kern, politico e dirigente d'azienda austriaco (Vienna, n. 1966)
- Christian Emil Krag-Juel-Vind-Frijs, politico danese (Frijsenborg, n. 1817 - Boller, † 1896)
- Christian Lous Lange, politico norvegese (Stavanger, n. 1869 - Oslo, † 1938)
- Christian Lindner, politico tedesco (Wuppertal, n. 1979)
- Christian Lundeberg, politico svedese (Forsbacka, n. 1842 - Stoccolma, † 1911)
- Christian Lüscher, politico e avvocato svizzero (Ginevra, n. 1963)
- Christian Michelsen, politico norvegese (n. 1857 - † 1925)
- Christian Ntsay, politico malgascio (Antsiranana, n. 1961)
- Christian Pineau, politico francese (Chaumont-en-Bassigny, n. 1904 - Parigi, † 1995)
- Christian Poncelet, politico francese (Blaise, n. 1928 - Remiremont, † 2020)
- Christian Schwarz-Schilling, politico e diplomatico tedesco (Innsbruck, n. 1930)
- Christian Homann Schweigaard, politico norvegese (Oslo, n. 1838 - Oslo, † 1899)
- Christian August Selmer, politico norvegese (Fredrikshald, n. 1816 - Oslo, † 1889)
- Christian Simenon, politico belga (Liegi, n. 1906 - That-Khe, † 1947)
- Christian Solinas, politico italiano (Cagliari, n. 1976)
- Christian Vanneste, politico e saggista francese (Tourcoing, n. 1947)
- Christian Vitta, politico svizzero (Locarno, n. 1972)
- Christian Waldner, politico italiano (Bolzano, n. 1959 - Bolzano, † 1997)
- Christian Zetlitz Bretteville, politico norvegese (Stavanger, n. 1800 - Kristiania, † 1871)
- Christian Di Candia, politico uruguaiano (Montevideo, n. 1981)

## Presbiteri(1)
- Christian von Wernich, presbitero argentino (Concordia, n. 1938)

## Procuratori sportivi(1)
- Christian Giménez, procuratore sportivo e ex calciatore argentino (Buenos Aires, n. 1974)

## Produttori cinematografici(1)
- Christian Roman, produttore cinematografico statunitense

## Produttori televisivi(1)
- Christian Testoni, produttore televisivo e conduttore radiofonico svizzero (Mendrisio, n. 1975)

## Psichiatri(2)
- Christian Friedrich Nasse, psichiatra e medico tedesco (Bielefeld, n. 1778 - Marburgo, † 1851)
- Christian Friedrich Wilhelm Roller, psichiatra tedesco (Pforzheim, n. 1802 - Achern, † 1878)

## Pugili(1)
- Christian Hammer, pugile rumeno (Galați, n. 1987)

## Rapper(2)
- Trick-Trick, rapper statunitense (Detroit, n. 1973)
- Porta, rapper spagnolo (Barcellona, n. 1988)

## Registi(14)
- Christian Alvart, regista e sceneggiatore tedesco (Seeheim-Jugenheim, n. 1974)
- Christian Bisceglia, regista, sceneggiatore e produttore cinematografico italiano (Milano, n. 1967)
- Christian Carion, regista e sceneggiatore francese (Cambrai, n. 1963)
- Christian E. Christiansen, regista, sceneggiatore e attore danese (Kalundborg, n. 1972)
- Christian Ditter, regista e sceneggiatore tedesco (Lahn, n. 1977)
- Christian Duguay, regista canadese (Montréal, n. 1956)
- Christian Frei, regista e produttore cinematografico svizzero (Schönenwerd, n. 1959)
- Christian-Jaque, regista francese (Parigi, n. 1904 - Boulogne-Billancourt, † 1994)
- Christian Nyby, regista e montatore statunitense (Los Angeles, n. 1913 - Temecula, † 1993)
- Christian Petzold, regista e sceneggiatore tedesco (Hilden, n. 1960)
- Christian Schwochow, regista tedesco (Bergen auf Rügen, n. 1978)
- Christian Tafdrup, regista, attore e sceneggiatore danese (Copenaghen, n. 1978)
- Christian Vincent, regista e sceneggiatore francese (Parigi, n. 1955)
- Christian de Chalonge, regista e sceneggiatore francese (Douai, n. 1937)

## Rivoluzionari(1)
- Christian Georgievič Rakovskij, rivoluzionario sovietico (Kotel, n. 1873 - Orël,, † 1941)

## Rugbisti a 15(7)
- Christian Califano, ex rugbista a 15 francese (Tolone, n. 1972)
- Christian Cullen, ex rugbista a 15 neozelandese (Paraparaumu, n. 1976)
- Christian Gajan, ex rugbista a 15 e allenatore di rugby a 15 francese (Tolosa, n. 1957)
- Christian Labit, ex rugbista a 15 e allenatore di rugby a 15 francese (Lézignan-Corbières, n. 1971)
- Christian Lanta, ex rugbista a 15 e allenatore di rugby a 15 francese (Tolosa, n. 1952)
- Christian Lealiʻifano, rugbista a 15 neozelandese (Auckland, n. 1987)
- Christian Wade, rugbista a 15 e giocatore di football americano britannico (Slough, n. 1991)

## Saltatori con gli sci(3)
- Christian Hauswirth, ex saltatore con gli sci svizzero (Saanen, n. 1965)
- Christian Moser, ex saltatore con gli sci austriaco (Villaco, n. 1972)
- Christian Nagiller, ex saltatore con gli sci austriaco (Hall in Tirol, n. 1984)

## Scacchisti(1)
- Christian Bauer, scacchista francese (Forbach, n. 1977)

## Sceneggiatori(2)
- Christian Gudegast, sceneggiatore, regista e produttore cinematografico statunitense (Los Angeles, n. 1970)
- Christian Taylor, sceneggiatore, regista e produttore televisivo britannico (Londra, n. 1968)

## Scenografi(1)
- Christian M. Goldbeck, scenografo tedesco (Meschede, n. 1974)

## Schermidori(6)
- Christian Arslanian, schermidore argentino (n. 1977)
- Christian Kauter, ex schermidore svizzero (Berna, n. 1947)
- Christian Noël, ex schermidore francese (Agen, n. 1945)
- Christian d'Oriola, schermidore francese (Perpignano, n. 1928 - Nîmes, † 2007)
- Christian Schlechtweg, schermidore tedesco (n. 1976)
- Christian Stricker, ex schermidore svizzero

## Sciatori freestyle(1)
- Christian Nummedal, sciatore freestyle norvegese (Oslo, n. 1995)

## Scrittori(21)
- Christian Kruik van Adrichem, scrittore e presbitero olandese (Delft, n. 1533 - Colonia, † 1585)
- Carl Amery, scrittore e politico tedesco (Monaco di Baviera, n. 1922 - Monaco di Baviera, † 2005)
- Christian Antonini, scrittore italiano (Milano, n. 1971)
- Christian Bartholmèss, scrittore, filosofo e critico letterario francese (Schweighouse-sur-Moder, n. 1815 - Norimberga, † 1856)
- Christian Beck, scrittore e poeta belga (Verviers, n. 1879 - † 1916)
- Christian Bobin, scrittore e poeta francese (Le Creusot, n. 1951 - Chalon-sur-Saône, † 2022)
- Christian Karl Josias von Bunsen, scrittore e diplomatico tedesco (Korbach, n. 1791 - Bonn, † 1860)
- Christian Cameron, scrittore canadese (Pittsburgh, n. 1962)
- Christian Eric Fahlcrantz, scrittore svedese (Stora Tuna, n. 1790 - Västerås, † 1866)
- Christian Felber, scrittore e storico austriaco (Salisburgo, n. 1972)
- Christian Frascella, scrittore italiano (Torino, n. 1973)
- Christian Gailly, scrittore francese (Parigi, n. 1943 - Villejuif, † 2013)
- Christian Grenier, scrittore francese (Parigi, n. 1945)
- Christian Jacq, scrittore, egittologo e saggista francese (Parigi, n. 1947)
- Christian Kampmann, scrittore e giornalista danese (Hellerup, n. 1939 - Læsø, † 1988)
- Christian Kracht, scrittore e giornalista svizzero (Saanen, n. 1966)
- Christian Liger, scrittore francese (Nîmes, n. 1935 - Nîmes, † 2002)
- Christian Oster, scrittore francese (Parigi, n. 1949)
- Christian Raimo, scrittore, traduttore e insegnante italiano (Roma, n. 1975)
- Christian August Vulpius, scrittore tedesco (Weimar, n. 1762 - Weimar, † 1827)
- Ludolf Wienbarg, scrittore tedesco (Altona, n. 1802 - Schleswig, † 1872)

## Scultori(4)
- Christian Gottlieb Kühn, scultore tedesco (Dresda, n. 1780 - Dresda, † 1828)
- Christian Lattier, scultore ivoriano (Grand Lahou, n. 1925 - Abidjan, † 1978)
- Christian Daniel Rauch, scultore tedesco (Bad Arolsen, n. 1777 - Dresda, † 1857)
- Christian Friedrich Tieck, scultore tedesco (Berlino, n. 1776 - † 1851)

## Semiologi(1)
- Christian Metz, semiologo e critico cinematografico francese (Béziers, n. 1931 - Parigi, † 1993)

## Skeletonisti(1)
- Christian Steger, ex skeletonista italiano (Brunico, n. 1967)

## Slittinisti(2)
- Christian Niccum, ex slittinista statunitense (South St. Paul, n. 1978)
- Christian Oberstolz, ex slittinista italiano (San Candido, n. 1977)

## Sociologi(2)
- Christian Baudelot, sociologo francese (Parigi, n. 1938)
- Christian Fuchs, sociologo austriaco (Waidhofen an der Thaya, n. 1976)

## Sportivi(1)
- Christian Ciech, sportivo italiano (n. 1971)

## Stilisti(3)
- Christian Dior, stilista e imprenditore francese (Granville, n. 1905 - Montecatini Terme, † 1957)
- Christian Lacroix, stilista francese (Arles, n. 1951)
- Christian Louboutin, stilista francese (Parigi, n. 1964)

## Storici(9)
- Christian Samuel Theodor Bernd, storico tedesco (Meseritz, n. 1775 - Bonn, † 1854)
- Christian Goudineau, storico francese (Neuilly-sur-Seine, n. 1939 - Clamart, † 2018)
- Christian Meier, storico tedesco (Słupsk, n. 1929)
- Christian Molbech, storico, critico letterario e filologo danese (Sorø, n. 1783 - Copenaghen, † 1857)
- Theodor Mommsen, storico, numismatico e giurista tedesco (Garding, n. 1817 - Charlottenburg, † 1903)
- Christian Müller, storico tedesco (Witten, n. 1976)
- Christian Renoux, storico francese (Versailles, n. 1960)
- Christian Settipani, storico francese (Parigi, n. 1961)
- Christian Wilhelm von Dohm, storico tedesco (Lemgo, n. 1751 - Pustleben, † 1820)

## Storici dell'architettura(1)
- Christian Hülsen, storico dell'architettura tedesco (Berlino, n. 1858 - Firenze, † 1935)

## Storici dell'arte(1)
- Christian Caliandro, storico dell'arte italiano (Mottola, n. 1979)

## Taekwondoka(1)
- Christian McNeish, taekwondoka britannico (n. 1997)

## Telecronisti sportivi(1)
- Christian Recalcati, telecronista sportivo e opinionista italiano (Monza, n. 1971)

## Tennistavolisti(1)
- Christian Süß, tennistavolista tedesco (Ahlen, n. 1985)

## Tennisti(9)
- Christian Bergström, ex tennista svedese (Göteborg, n. 1967)
- Christian Boussus, tennista francese (Hyères, n. 1908 - Neuilly-sur-Seine, † 2003)
- Chris Forney, tennista statunitense (n. 1878 - Topeka, † 1914)
- Christian Harrison, tennista statunitense (Shreveport, n. 1994)
- Christian Kuhnke, ex tennista tedesco (Berlino, n. 1939)
- Christian Lindell, ex tennista svedese (Rio de Janeiro, n. 1991)
- Christian Miniussi, ex tennista argentino (Buenos Aires, n. 1967)
- Christian Saceanu, ex tennista tedesco (Cluj-Napoca, n. 1968)
- Christian Vinck, ex tennista tedesco (Hamm, n. 1975)

## Teologi(2)
- Christian Möller, teologo tedesco (Görlitz, n. 1940)
- Christian Wilhelm Franz Walch, teologo e storico austriaco (Jena, n. 1726 - Gottinga, † 1784)

## Thaiboxer(1)
- Christian Daghio, thaiboxer e pugile italiano (Carpi, n. 1969 - Bangkok, † 2018)

## Tiratori a segno(2)
- Christian Planer, tiratore a segno austriaco (Kufstein, n. 1975)
- Christian Reitz, tiratore a segno tedesco (Löbau, n. 1987)

## Tiratori di fune(1)
- Christian Piek, tiratore di fune belga (Bruxelles, n. 1889)

## Traduttori(1)
- Christian Knud Frederik Molbech, traduttore, poeta e scrittore danese (Copenaghen, n. 1821 - † 1888)

## Triplisti(1)
- Christian Taylor, triplista e lunghista statunitense (Fayetteville, n. 1990)

## Trombettisti(1)
- Christian Scott, trombettista, compositore e produttore discografico statunitense (New Orleans, n. 1983)

## Trombonisti(1)
- Christian Lindberg, trombonista, direttore d'orchestra e compositore svedese (Danderyd, n. 1958)

## Velisti(1)
- Christian von Bülow, velista danese (Copenaghen, n. 1917 - † 2002)

## Velocisti(4)
- Christian Blum, velocista tedesco (Neubrandenburg, n. 1987)
- Christian Coleman, velocista statunitense (Atlanta, n. 1996)
- Christian Haas, ex velocista tedesco (Norimberga, n. 1958)
- Christian Malcolm, velocista britannico (Cardiff, n. 1979)

## Vescovi cattolici(3)
- Christoph Franz von Buseck, vescovo cattolico tedesco (Jagstberg, n. 1724 - Bamberga, † 1805)
- Christian Carlassare, vescovo cattolico e missionario italiano (Schio, n. 1977)
- Christian Schreiber, vescovo cattolico tedesco (Somborn, n. 1872 - Berlino, † 1933)

## Violinisti(3)
- Christian Badea, violinista e direttore d'orchestra rumeno (Bucarest, n. 1947)
- Christian Ferras, violinista francese (Le Touquet-Paris-Plage, n. 1933 - Parigi, † 1982)
- Christian Tetzlaff, violinista tedesco (Amburgo, n. 1966)

## Wrestler(1)
- Carmelo Hayes, wrestler statunitense (Worcester, n. 1994)

## Zoologi(1)
- Christian Ludwig Nitzsch, zoologo tedesco (Beucha, n. 1782 - Halle, † 1837)

## Senza attività specificata(5)
- Christian Giagnoni, paraciclista e ex hockeista su pista italiano (n. 1975)
- Christian Haller, ex snowboarder svizzero (Davos, n. 1989)
- Christian Friedrich von Kahlbutz,  tedesco (Kampehl, n. 1651 - Kampehl, † 1702)
- Christian Klees, ex tiratore a segno tedesco (Eutin, n. 1968)
- Christian Rivers, effettista, regista e designer neozelandese (Wellington, n. 1974)